# Jérôme Thomas
Jérôme Cedric Thomas (San Quintino, 20 gennaio 1979) è un ex pugile francese.

## Palmarès

### Olimpiadi
- 2 medaglie:
  - 1 argento (Atene 2004 nei pesi mosca)
  - 1 bronzo (Sydney 2000 nei pesi mosca)

### Mondiali dilettanti
- 2 medaglie:
  - 1 oro (Belfast 2001 nei pesi mosca)
  - 1 argento (Bangkok 2003 nei pesi mosca)

### Europei dilettanti
- 2 medaglie:
  - 2 bronzi (Perm 2002 nei pesi mosca; Plovdiv 2006 nei pesi mosca)

### Campionati dilettanti dell'UE
- 2 medaglie:
  - 1 oro (Strasburgo 2003 nei pesi mosca; Madrid 2004 nei pesi mosca)

### Giochi del Mediterraneo
- 1 medaglia:
  - 1 bronzo (Tunisi 2001 nei pesi mosca)